# Bryophyllum calycinum
A Bryophyllum calycinum é uma planta que, desde 2009, foi reconhecida oficialmente pelo Ministério da Saúde do Brasil como possuidora de propriedades fitoterápicas.
Atenção editores: esta planta é a Bryophyllum pinnatum, para a qual já existe um artigo. Possui muitos nomes científicos sinônimos, inclusive Kalanchoe pinnata, e talvez também Kalanchoe brasiliensis (mas é originária de Madagáscar). Alguns nomes comuns: folha-da-fortuna, flor-da-fortuna, saião. Há certa confusão quanto à espécie, a opinião de um botânico é indicada. Importante: não confundir com mãe-de-milhares, uma outra planta de Madagáscar.